# Anton Ferdinand Titz
Anton Ferdinand Titz (auch Tietz) (* 1742 in Nürnberg; † 25. Dezember 1810 in Petersburg) war ein deutscher Geiger und Komponist, der vor allem Kammermusiken im Stil der Wiener Klassik komponierte.

## Leben und Wirken
Titz war früh verwaist und erhielt in Nürnberg Malunterricht bei seinem Onkel Johann Christoph Dietzsch und später bei dessen Schwester Barbara Regina Dietzsch, die ihm ein Violinstudium ermöglichte. Mit 16 Jahren trat er als Geiger im Orchester der Kirche St. Sebaldus in Erscheinung. Im Alter von etwa 20 Jahren verzog er nach Wien, wo er 1762 durch Vermittlung von Christoph Willibald Gluck eine Anstellung als Geiger im Wiener Opernorchester erhielt und an den organisierten Musikakademien des Fürsten Lobkowicz teilnahm. Titz folgte 1771 einer Einladung des russischen Staatsbeamten Pjotr Alexandrowitsch Sojmonows nach Sankt Petersburg und wurde dort Mitglied im Ersten Hoforchester sowie Kammermusiker, außerdem war er Violinlehrer des künftigen Zaren Alexander I., zudem unterrichtete er an einer Theaterschule. Kaiserin Katharina II. bewilligte Titz, mit 2500 Rubel, für die Zeit von 1794 bis 1799 das höchste Gehalt aller Hofmusiker.
Louis Spohr besuchte ihn 1803 und schrieb später in seinen Memoiren über den inzwischen Erkrankten: „Ist nun Titz auch kein großer Geiger, noch weniger der größte aller Zeiten, wie seine Verehrer behaupten, so ist er doch unbezweifelt ein musikalisches Genie, wie seine Kompositionen hinlänglich beweisen.“
Titz war zu Lebzeiten als Musiker und Komponist in ganz Europa bekannt, pflegte Kontakt mit Mozart und Haydn in Wien und führte die zentrale Gattung des Streichquartetts in seiner Wahlheimat Russland ein. Ab 1797 war Titz psychisch krank und fand 1805 Aufnahme im Haus des Mäzens Senator Grigori Teplow (1757–1826), dem er drei Streichquartette widmete, die 1808 im Druck erschienen. Titz trat trotz seiner Erkrankung gelegentlich bei Kammerkonzerten in Erscheinung.
Zu seinen erwähnten Werken zählen eine Sinfonie, ein Violinkonzert, 12 Streichquartette, von denen die ersten sechs in der Tradition der frühen Wiener Klassik standen, Streichquintette, Violinsonaten, instrumentale Duos und Lieder. Seine sechs ersten, in Wien entstandenen Quartette, erschienen 1781 bei Artaria, die drei dem Zaren gewidmeten Streichquartette von 1801 bei Nikolaus Simrock in Bonn.